# Ladislav Šimůnek
Ladislav Šimůnek (1916. október 4. – 1969. december 7.) csehszlovák válogatott cseh labdarúgó, csatár.

## Pályafutása

### Klubcsapatban
1930-ban a Meteor Žižkov csapatában kezdte a labdarúgást, majd az Union Žižkov első csapatában mutatkozott be. A Slavia Praha csapatában lett élvonalbeli játékos. 1938 szeptemberében közép-európai kupát nyert a csapattal a Ferencvárosi TC ellen. A prágai és a budapesti találkozón is gólt szerzett. Az 1939–40-es idényben bajnokságot nyert az együttessel. Sérülés miatt visszatért az Union Žižkov csapatához, majd az  SK Pardubice játékosa volt.

### A válogatottban
1938-ban négy alkalommal szerepelt a csehszlovák válogatottban és három gólt szerzett. Tagja volt az 1938-as franciaországi világbajnokságon részt vevő csapatnak.

## Sikerei, díjai
Slavia Praha
- Csehszlovák bajnokság[2]
  - bajnok: 1939–40
- Közép-európai kupa
  - győztes: 1938